# Cardioscarta flavifrons
Cardioscarta flavifrons är en insektsart som beskrevs av Victor Antoine Signoret 1853. Cardioscarta flavifrons ingår i släktet Cardioscarta och familjen dvärgstritar. Inga underarter finns listade i Catalogue of Life.